# مارک سولادر
مارک سولادر (اسپانیایی: Marc Soler‎؛ زادهٔ ۲۲ نوامبر ۱۹۹۳) دوچرخه‌سوار اهل اسپانیا است.
از باشگاه‌هایی که در آن رکاب زده‌است می‌توان به تیم موویستار اشاره کرد.